# Tre Caballeros
Tre Caballeros (engelska: The Three Caballeros) (på svenska även känd som Kalle Anka i Sydamerika) är en amerikansk animerad film från 1944, producerad av Walt Disney och regisserad av Norman Ferguson.

## Handling
Kalle Anka fyller år och öppnar sina födelsedagspresenter. De första två innehåller var sin kortfilm:
- Pingvinen som alltid frös (The Cold Blooded Penguin)

Den frusna pingvinen Pablo beger sig iväg från Antarktis och hamnar till slut på Galapagosöarna. Filmen har senare visats som fristående kortfilm på TV.
- Den flygande åsnan (The Flying Gauchito)

Lille Gauchito bor i Uruguay. En dag hittar han en flygande åsna, och bestämmer sig för att ställa upp med den i en kapplöpningstävling. Filmen släpptes som fristående kortfilm 1955.
Mellan de bägge filmerna får Kalle dessutom besök av ännu en fågel - Aracuan, som i Sverige mest är känd från SVT:s julprogram Kalle Anka och hans vänner önskar God Jul, i dennes första framträdande.
Efter filmerna fortsätter Kalle öppna sina paket, som bjuder på fler överraskningar:
- Baía

Nästa paket innehåller en sjungande José Carioca (från filmen Saludos Amigos) som tar med Kalle till Brasiliens stränder där han träffar Aurora Miranda.
- La Piñata

Slutligen får Kalle besök av tuppen Panchito från Mexiko som presenterar de mexikanska julsederna. Som avslutning framför Panchito, Kalle och José, tillsammans med sångerskorna Dora Luz och Carmen Molina, flera sydamerikanska sånger. Finalen avslutas med ett fyrverkeri. Filmen har även presenterats som kortfilm på TV och DVD.

## Rollista
| Figur        | Originalröst                                | Svensk röst (1947)                     |
| ------------ | ------------------------------------------- | -------------------------------------- |
| Kalle Anka   | Clarence Nash                               | Clarence Nash                          |
| José Carioca | José Oliveira                               | José Oliveira                          |
| Panchito     | Joaquin Garay                               | Joaquin Garay                          |
| Aracuan      | José Oliveira                               | ingen röst                             |
| Berättare    | Fred Shields Frank Graham Sterling Holloway | Bern Holm Charly Gregmar Olof Ekermann |

Utöver de animerade figurerna dyker även de sydamerikanska artisterna Aurora Miranda, Carmen Molina och Dora Luz upp.

## Premiärer
Filmen hade urpremiär i Mexico City den 21 december 1944, fick amerikansk premiär den 3 februari 1945, och svensk premiär den 28 mars 1947, och filmen hade svensk videopremiär den 17 december 1987.

### Fotnoter
1. ↑  ”The Three Caballeros” (på engelska). Comhem. Arkiverad från originalet den 16 september 2016. https://web.archive.org/web/20160916020327/http://web.comhem.se/~u70901683/movies/three_cabelleros/3caballeros.htm. Läst 18 augusti 2016.
2. ↑  ”Walt Disney julfavoriter”. Disneyania. https://www.d-zine.se/filmer/julfavoriter.htm. Läst 3 juli 2022.
3. 1 2  ”Tre caballeros”. Disneyania. https://www.d-zine.se/filmer/trecaballeros.htm. Läst 12 oktober 2023.